# Pierre Émile Metzmacher
Pierre Émile Metzmacher né le 11 octobre 1842 à Belleville et mort le 22 octobre 1916 à Samois-sur-Seine est un peintre français.

## Biographie
Pierre Émile Metzmacher est le fils du graveur Pierre Guillaume Metzmacher (1815-1876) et d'Émilie Marie Jeanne Duperrier (1814-1860).

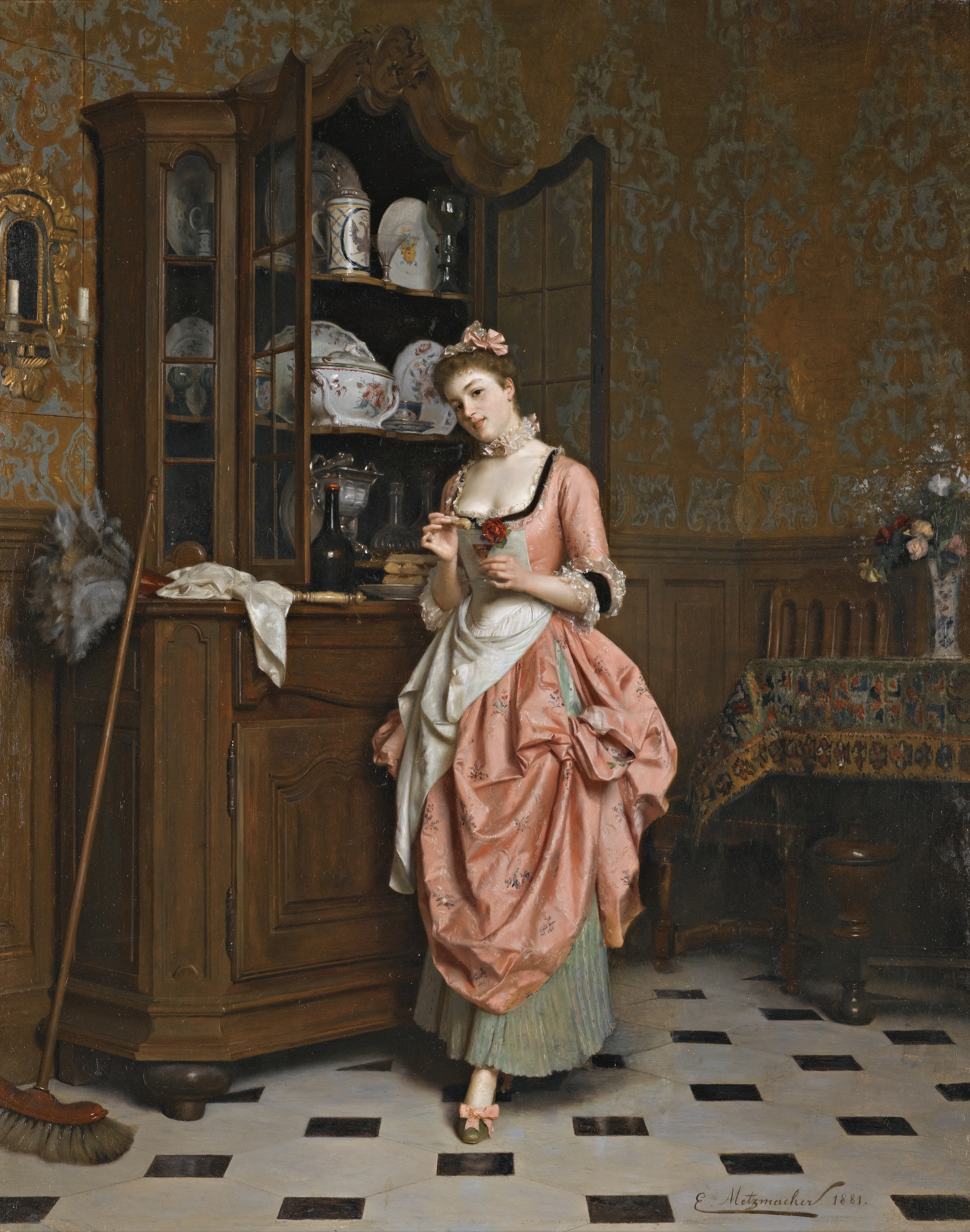
L'Apéritif, huile sur bois, 1881.

Élève à l'école impériale de dessin, il remporte plusieurs prix en 1858.
Il expose au Salon à partir de 1863 et obtient une mention honorable en 1879 et 1889.
Il épouse en 1865 Mathilde Julia Hewitt. Les peintres Gustave Boulanger et Florent Willems sont les témoins de leur union.
Il meurt à son domicile de Samois-sur-Seine le 22 octobre 1916.